# Libavcodec
libavcodec — універсальна бібліотека для кодування і декодування аудіо та відео файлів. Є частиною пакетів FFmpeg та libav (проте у несумісних реалізаціях). Здатна декодувати більшість мультимедіа форматів. Написана на мові Сі. Значна частина libavcodec була написана за допомогою зворотного програмування.

## Застосунки, що використовують libavcodec

### Відеопрогравачі
- GOM Player (Незаконно) [1]
- KMPlayer
- FFplay
- MPlayer
- VLC
- xine

### Аудіопрогравачі
- Audacious (Використовується у ffaudio audacious-plugins)
- Rockbox (Включає лише код для FLAC)
- XMMS2

### Мультимедійні програвачі
- Gnash
- Moonlight
- swfdec

### Відеоредактори
Див. також - Порівняння відеоредакторів
- Avidemux
- Cinelerra
- Kdenlive
- Kino

### Visual Effects
- CineFX

### Аудіоредактори
- Audacity (починаючи з 1.3.6)
- SoX (optional)

### Відеоконвертори
- FFmpeg
- HandBrake
- MEncoder
- SUPER
- Transcode
- ffmpeg2theora

### Відеобібліотеки
- GPAC
- Media Lovin' Toolkit

### Optical disc authoring
- K3b

### Графічні бібліотеки
- GEGL
- ImageMagick

### Тривимірні графічні редактори
- Blender[2]

### VoIP
- Ekiga
- QuteCom
- Linphone

### Multimedia Streaming Server
- FFserver
- VLC media player

### Мультимедіа фреймворки
- ffdshow (wraps libavcodec as a DirectShow filter and adds postprocessing to improve image quality; once installed, it is automatically used by all Windows DirectShow video players, such as Windows Media Player, Media Player Classic, Winamp etc. It also wraps libavcodec as a Video for Windows filter; the framework used by most video editing software.)
- GStreamer via the GStreamer FFmpeg plugin
- Perian
- Bellagio OpenMAX Integration Layer — реалізація програмного інтерфейсу OpenMAX з відкритим кодом

### Бібліотеки машинного зору
- OpenCV[3]

### Browser
- Google Chrome[4]

### Медіацентри
- MythTV
- Plex
- XBMC

### Screen Capture
- xvidcap[5]

### Device utilities
- BitPim — utilities for CDMA phones

### CCTV
- ZoneMinder — video camera security suite
- Motion — video camera security/monitoring program

### Ігри
- Performous — music game including singing, band and dance.
- StepMania

### Інше
- Chameleo
- CorePlayer
- FreeJ
- Ingex Studio — used by BBC
- PulseAudio — includes only resamplers code[6]